# Гіндустанці
Гіндуста́нці (гіндавці) — етнічна спільнота на півночі Індії. Живуть, головним чином, на Гангській рівнині між Гімалаями на півночі та горами Віндх'я на півдні. Гіндустанці складають основне населення індійського штату Уттар-Прадеш, живуть також на півночі штатів Мадх'я-Прадеш і Чхаттісґарх, на заході Біхару і Джхаркханду, на сході Раджастхану і Хар'яни, в союзних територіях Делі і Чандігарх, на півдні штатів Гімачал-Прадеш і Уттараханд, на півдні Непалу; багато їх також проживає в південних штатах Індії та і в Пакистані.
Гіндустанці складаються з близьких за культурою локальних груп або навіть окремих народів: харьянці, харібольці, браджбашийці, канауджи, бундельці, аудці, багельці, чаттісгарці, мухаджири (мусульмани, що переселилися з Індії до Пакистану). Спільної етнічної самосвідомості вони не мають. Об'єднує їх те, що вони говорять діалектами гіндустанської мови, яка має дві стандартні літературні форми — індуїстську гінді в Індії та мусульманську урду в Пакистані.
Основним заняттям гіндустанців є орне землеробство. Вирощують пшеницю, просо, ячмінь, бобові, рис, кунжут, бавовник, цукрову тростину та ін. До основних занять належить також тваринництво. Частина гіндустанців працює на промислових підприємствах. Розвинені також ремесла: ткацтво, виготовлення килимів, шовкових тканин, гончарство, виготовлення карбованого і гравірованого посуду.
Сільські хати глинобитні, криті соломою або листям, у містах ставлять будинки із каменю.
Гіндустанський одяг належить до загальноіндійського типу. Чоловіки носять дхоті або вузькі білі штани, сорочку, на голову вдягають чалму або білу шапочку. Жінки вдягаються в сарі.
За релігією більшість гіндустанців в Індії є індуїстами, в Пакистані — мусульмани. Багато гіндустанців-мусульман мешкає також у містах Індії.
Зберігається поділ людей на касти, особливо в сільській місцевості.
Предки гіндустанців створили багату наукову й художню літературу на санскриті, зокрема, епічні поеми «Рамаяна» та «Махабхарата», стародавні філософські системи (VII—II ст. до Р. Х.).
В долині Ганга — Джамни виникали і розпадались імперії Маур'я (317—180 до Р. Х.), Гупта (320 — середина VI ст.), Великих Моголів (1526—1858). З XVIII ст. до 1947 гіндустанці перебували під владою британських колонізаторів.